# バーブル (ミサイル)
バーブル（Babur）またはハトフ7（Hatf VII）は、パキスタンの中距離・亜音速巡航ミサイル。2005年に最初の発射試験が実施され、2010年にパキスタン陸軍、2018年にパキスタン海軍に配備された。

## 来歴
パキスタンは、インドがパキスタンの弾道ミサイルに対抗するためにミサイル防衛システムであるパトリオットミサイルをアメリカ合衆国から取得する事を計画している、との情報を受けバーブルを開発したとしている。
バーブルはパキスタンによって開発、設計された最初の巡航ミサイルである 。
バーブルはその起源と開発について憶測の中心となっている。一部の専門家はこのミサイルが中国やアメリカの設計、すなわちDH-10やトマホークと類似していることを指摘している。
2020年、ナワズ・シャリーフ元首相は、1998年のアメリカによるアフガニスタンに対する巡航ミサイル攻撃時にパキスタン領内に落ちたトマホークミサイルを、パキスタンの科学者がリバースエンジニアリングしてバブールミサイルを開発したと主張している。

## 設計
地上に設置されたTELから発射されるバーブルは、通常弾頭と核弾頭の両方を搭載可能で、750km（470mi）の射程を持つと推測される。このミサイルは、超低空飛行が可能な高度な機動性とある程度のステルス能力を有するとされる 。これらにより敵防空システムに探知されずに、敵領域に侵入することが可能。
バブールは、慣性航法（INS）、地形等高線照合方式（TERCOM）、GPS衛星航法を組み合わせて誘導される。この誘導方式により、ミサイルは高い命中精度を持つと報告されている。GPSへのアクセスは敵領域内では不安定となるため、最新の生産モデルはロシアのGLONASSも搭載していると報告されている。

## 発展型
バーブルにはいくつかの発展型がある。
バーブル-1
射程700kmの初期型で、2007年3月22日に初めて発射試験がされた。
バブール-2
射程が750kmに延伸され、GPSを使用せずに地上と海上の目標を攻撃することが可能。2016年12月14日に最初の発射試験が行われた。
バーブル-3
潜水艦発射型であり、射程は450km。2017年1月9日に最初の発射試験がされ、敵基地攻撃能力を有する。
バーブル-1A
アビオニクスとナビゲーションシステムが強化され、射程は450km。地上と海上の目標を高精度で攻撃可能。2021年2月11日に最初の発射試験が行われた。
バーブル-1B
射程が900km以上に大幅に延伸された発展型で、2021年12月21日、最初の発射試験が実施された。

## 派生型
ハルバ
ハルバは、バーブルの派生型と考えられる水上艦発射、対艦・対地攻撃型巡航ミサイルである。2018年1月3日、パキスタン軍広報部門はアズマット級ミサイル艇であるPNS Himmatから試験発射されたと発表した。
ハルバ　輸出向けバージョン
輸出向けのハルバミサイルで、射程は290km。全天候運用能力を持つ。